# Stigmeurytoma
Stigmeurytoma is een geslacht van vliesvleugeligen uit de familie Eurytomidae. De wetenschappelijke naam van dit geslacht is voor het eerst geldig gepubliceerd in 1988 door Boucek.

## Soorten
Het geslacht Stigmeurytoma is monotypisch en omvat slechts de volgende soort:
- Stigmeurytoma eucalypti (Ashmead, 1900)